# Zvijad Gamsahurdia
Zvijad Gamsahurdia (Gruz. ზვიად გამსახურდია; Tbilisi, 31. ožujka 1939. – Hibula, 31. prosinca 1993.) je bio gruzijski političar i državnik.
U sovjetsko doba je bio disident. Utamničen je 1978. godine, a nakon izlaska iz zatvora 1979. godine postaje vođa pokreta za neovisnost Gruzije. Bio je predsjednik parlamenta neovisne Gruzije 1990. − 1991., te predsjednik republike 1991. − 1992. Optužbe za korupciju i kršenje ljudskih prava dovele su do njegova smjenjivanja i građanskoga rata, u kojem je izgubio život u još nerazjašnjenim okolnostima.